# Калиакра
Калиакра (буг. Калиакра) је дуги и уски рт на бугарској северној обали Црног мора, у југоисточном делу Добруџе. Калиакра је једно од првих заштићених подручја у Бугарској, проглашен је за резерват природе 1941. године.

## Рт
Налази се у близини села Булгарево и Св. Николе, 12 км од Каварне и 70 км североисточно од града Варне. Рт је дужине до 2 км продире у море и подсећа на полуострво. Представља природни и археолошки резерват и један је од стотину националних туристичких локалитета. Одатле се могу посматрати врсте корморана и делфини.
Обале Калиакре су клифног типа, стрме стене достижу висину око 70 метара изнад мора. Стене се састоје од кречњака и седиментне стене конгломерата, обогаћена је гвожђем који јој дају карактеристичну црвенкасту нијансу. Површински таласи су природно израдили у подножју стена разне пећине и нише, до којих се може доћи само са мора. Вишеструке подводне стене су такође резултат јаког маринског процеса.
Залив, који је формирао Калиакру, је врло добро склониште од олује за бродове који туда пролазе. На рту се налази музеј, ресторан, радарска станица, метеоролошка станица и капела.

## Тврђава
Најранији извори за тврђаву датирају из 4. века пре нове ере, када је подручје било насељено трачанским племенима. Тада се звала Тиризис. Према Страбону, ово место је било главно место Лизимаха, једног од наследника Александра Великог. У тврђави је било великих скривених блага које су донети након освајања Персије. У време елинизма и римске ере, тврђава је проширена.
На овом месту се одвијала битка између Отоманског царства и Руског царства 1791. године.
Данас је овај локалитет једно од највећих туристичких атракција у Бугарској.

## Легенде
Стручњаци верују да је со била од кључне важности за развој насеља, коју су тадашњи становници вредновали скоро као злато. Постоје бројне легенде о рту и тврђави Калиакра. Муслимани верују да се у једној од пећина налази гроб Сари Сатлука, мистериозног турског хероја који је дошао овде да би убио седмоглаву аждају и извукао султанове ћерке. Хришћани, пак тврде да рт Калиакра представља место на коме почива Свети Никола, светитељ заштитник помораца, који их је чувао својим молитвама.